# Grise Fiord (fjord)
Grise Fiord (norska: Grisefjorden) är en fjord på Ellesmereön i Kanada.   Den ligger i territoriet Nunavut, i den nordöstra delen av landet, 3 500 km norr om huvudstaden Ottawa.
Fjorden fick sitt namn av den norska sjömannen och upptäcktsresanden Otto Sverdrup under en expedition 1899, detta eftersom han tyckte valrossarna i området lät som grymtande grisar. Fjorden mynnar i Jones Sound och vidare ut i Baffinbukten. I det sydliga slutet på fjorden ligger inuitbosättningen Grise Fiord. Detta är den nordligaste civila bosättningen i Kanada.